# تپه قربانعلی‌تپه‌سی
تپه قربانعلی تپه سی مربوط به عصر آهن - دوره اشکانیان است و در شهرستان بیله‌سوار، بخش مرکزی، دهستان گوگ تپه، روستای قره قاسملو واقع شده و این اثر در تاریخ ۱۲ شهریور ۱۳۸۶ با شمارهٔ ثبت ۱۹۴۲۰ به‌عنوان یکی از آثار ملی ایران به ثبت رسیده است.